# Parafia św. Jana Sarkandra w Lubinie
Parafia św. Jana Sarkandra w Lubinie – rzymskokatolicka parafia należąca do diecezji legnickiej i dekanatu Lubin Wschód.